# Traktaat van Reductie
Het Traktaat van Reductie (van de stad Groningen) is een verdrag dat op 23 juli 1594 werd gesloten. De stad Groningen was eeuwenlang een zelfstandige bestuurseenheid geweest met de allure van een vrije rijksstad in het Heilige Roomse Rijk van de Duitse Natie. De stad had deze positie nooit formeel verworven maar omdat het gezag van de leenheer, de bisschop van Utrecht zeer zwak was gedroeg de stad zich als een stadstaat. De stad had stapelrecht en de stedelingen probeerden de Ommelanden te domineren. De Ommelanders verweerden zich daartegen wat eeuwenlang tot gewapende conflicten heeft geleid.
Nadat prins Maurits de stad Groningen na een korte belegering had veroverd op de Spanjaarden dwong hij, met medewerking van de Staten-Generaal, de Stad en de Ommelanden om als één provincie tot de Republiek toe te treden. Het provinciaal bestuur zou in de stad Groningen zetelen. Dat de samenwerking tussen Stad en Ommelanden niet eenvoudig zou gaan was door de opstellers van het traktaat voorzien. Hoewel het nieuwe gewest formeel geheel zelfstandig was binnen het verband van de Republiek, was speciaal voor Stad en Ommelanden een regeling ontworpen om geschillen tussen beide onderdelen van het nieuwe gewest ter beslissing voor te leggen aan de Staten-Generaal. In de jaren 1655-7 is dit inderdaad nodig gebleken, toen door Hollandse raadspensionaris Johan de Witt en de Friese stadhouder Willem Frederik met de grootste moeite een nieuwe 'harmonie' tussen stad en Ommelanden kon worden opgelegd.
Het traktaat betekende het definitieve einde van Groningen als de dominerende stadstaat in "Noord-Nederland". Om de strategisch belangrijke vestingstad in stand te kunnen houden lieten de Staten-Generaal Groningen het stapelrecht intact; dit hield in dat alle goederen in Groningen te koop aan moesten worden geboden.
Het traktaat fungeerde als grondwet van het nieuwe gewest Stad Groningen en Ommelanden (Stad en Lande) en het bepaalde dat de Stadhouder van Groningen vijf kiesheren uit de Gezworen gemeente aanwees. Deze kiesheren kozen de Raad en de Burgemeesters van de Stad.